# Emil Franke
Emil Franke (3. dubna 1880 Velké Březno – 1. prosince 1939 Praha) byl český a československý meziválečný politik, dlouholetý ministr vlád Československé republiky za národní socialisty.

## Životopis
Narodil se v rodině železničáře na severu Čech, ve Velkém Březně. Vystudoval gymnázium. Univerzitní studia filozofie a práv absolvoval v Praze, Vídni a Berlíně. Byl doktorem filozofie. V Praze pracoval (od roku 1903) jako knihovník univerzitní knihovny. Věnoval se vědecké práci, zabýval se sociologií. Projevoval trvalý zájem o rozvoj české indologie a byl 31. března 1936 zvolen řádným členem kulturního odboru Orientálního ústavu v Praze.
Politicky se začal angažovat od roku 1918 (podle jiného zdroje již roku 1917) v národně sociální straně, v září 1918 se podílel na vytvoření Socialistické rady a byl spolutvůrcem programu národních sociálů (tehdy oficiálně Československá strana socialistická). V roce 1926 byl na sjezdu strany (mezitím přejmenované na Československou stranu národně socialistickou) předsedou rozhodčí komise, která posuzoval spor okolo Jiřího Stříbrného. Roku 1931 byl spoluautorem akčního programu národních socialistů. Na sjezdu v roce 1936 pak měl hlavní projev o vnitropolitických otázkách.
Od roku 1918 zasedal v Revolučním národním shromáždění. Byl profesí univerzitním bibliotekářem. V parlamentních volbách v roce 1920 se stal poslancem Národního shromáždění. Mandát zde obhájil v parlamentních volbách v roce 1925, parlamentních volbách v roce 1929 a parlamentních volbách v roce 1935. Poslanecké křeslo si oficiálně podržel do zrušení parlamentu roku 1939. Ještě krátce předtím, v prosinci 1938, přestoupil do poslaneckého klubu nově zřízené Strany národní jednoty. Od roku 1925 byl předsedou poslaneckého klubu strany.
Osobně vítal prezidenta T. G. Masaryka při příjezdu do vlasti 20. prosince 1918 v Horním Dvořišti.
Byl mnohonásobným ministrem československých vlád. V první vládě Vlastimila Tusara se objevil 17. září 1919 jako ministr železnic (správce rezortu). Ve druhé vládě Vlastimila Tusara, fungující od 25. května 1920 ho na tomto postu nahradil stranický kolega Jiří Stříbrný. Do kabinetu se vrátil v první vládě Antonína Švehly, v níž od jejího začátku tedy od 7. října 1922 zastával post ministra pro zásobování lidu. 18. února 1924 kromě toho nastoupil jako ministr pošt a telegrafů (dočasně pověřený správou rezortu) a od 20. července 1925 také znovu jako ministr železnic (i v tomto případě šlo o provizorní správcovství rezortu). Do ministerských funkcí se vrátil koncem 20. let, když 7. prosince 1929 nastoupila druhá vláda Františka Udržala. Opětovně se stal ministrem pošt a telegrafů a tentýž rezort zastával v i následující první vládě Jana Malypetra, druhé vládě Jana Malypetra i třetí vládě Jana Malypetra, rovněž tak v následné první vládě Milana Hodži a druhé vládě Milana Hodži nepřetržitě až do 23. ledna 1936, kdy ho nahradil stranický kolega Alois Tučný. Emil Franke tehdy 23. ledna 1936 přešel do funkce ministra školství a národní osvěty. Od 17. března 1936 navíc zastával i úřad ministra financí (správce rezortu). Ministrem školství a národní osvěty byl i potom, v třetí vládě Milana Hodži až do jejího odchodu 22. září 1938. Správcem ministerstva financí byl v třetí vládě Milana Hodži do 2. října 1937.
V době, kdy vykonával funkci ministra školství, osobně otevíral českou školu ve své rodné obci. Rok poté byla škola zabrána Němci. Krátce poté, v prosinci 1939, zemřel ve věku 59 let v sanatoriu v Podolí v Praze. Příčinou smrti byl žaludeční katar, kterým trpěl již několik let. V druhé polovině roku 1939 se jeho stav zhoršil, po měsíčním léčení v podolském sanatoriu se zotavil, ale pak byl postižen silnou žloutenkou.